# Francis Raven
Francis A. Raven (* 26. April 1914; † Dezember 1983) war ein US-amerikanischer Kryptoanalytiker, der während des Zweiten Weltkriegs wichtige japanische Verschlüsselungen brach und damit erheblich zu den amerikanischen Kriegsanstrengungen beitrug.

## Leben und Wirken
Er studierte an der Yale University und schloss sein Studium dort im Jahr 1934 ab. Noch vor dem Krieg wurde er als Reserveoffizier der US‑Navy von Captain Laurance Safford, dem Begründer der US-Marine-Kryptographie, zum Kryptoanalytiker ausgebildet. Ab 1940 diente er dann als aktiver Offizier in der Communications Supplementary Activity (CSAW) in Washington, D.C. Dabei handelte es sich um eine der wichtigsten kryptologischen Organisation innerhalb der US Navy. Es war Teil der 20th Division of the Office of Naval Communications, genannt Op‑20‑G.
Während des Krieges arbeitete er unter anderem sehr erfolgreich zusammen mit seiner Kollegin Agnes Driscoll an der Entzifferung japanischer Handschlüssel. Dadurch konnten wichtige Cribs ermittelt werden, mit deren Hilfe anschließend der Einbruch in das herausragend bedeutsame JN‑25-Verfahren erweitert werden konnte. Darüber hinaus leistete er wesentliche Beiträge zum Bruch von japanischen Maschinenschlüsseln, wie Coral und Jade.
Nach dem Krieg arbeitete er, nun als ziviler Kryptoanalytiker, weiterhin zunächst für die Marine, bevor er 1949 der Armed Forces Security Agency (AFSA) beitrat. Ab 1952 arbeitete er schließlich für die National Security Agency (NSA).
Francis Raven schied im Jahr 1974 hochgeehrt aus der NSA aus. Er wurde 69 Jahre alt.

## Postume Ehrung
Im Jahr 2005 wurde er postum in die Hall of Honor („Ehrenhalle“) der NSA aufgenommen.